# Canadian Division
La Canadian Division della National Hockey League fu fondata nel 1926, quando la lega scelse di suddividere le proprie squadre in due divisioni separate. La Division andò avanti per 12 stagioni fino al 1938, quando le franchigie definite Original Six tornarono a riunirsi in un unico raggruppamento.

## Campioni di Division
- 1926-27 -  Ottawa Senators (30-10-4, 64 pt.)
- 1927-28 -  Montreal Canadiens (26-11-7, 59 pt.)
- 1928-29 -  Montreal Canadiens (22-7-15, 59 pt.)
- 1929-30 -  Montreal Maroons (23-16-5, 51 pt.)
- 1930-31 -  Montreal Canadiens (26-10-8, 60 pt.)
- 1931-32 -  Montreal Canadiens (25-16-7, 57 pt.)
- 1932-33 -  Toronto Maple Leafs (24-18-6, 54 pt.)
- 1933-34 -  Toronto Maple Leafs (26-13-9, 61 pt.)
- 1934-35 -  Toronto Maple Leafs (30-14-4, 64 pt.)
- 1935-36 -  Montreal Maroons (22-16-10, 54 pt.)
- 1936-37 -  Montreal Canadiens (24-18-6, 54 pt.)
- 1937-38 -  Toronto Maple Leafs (24-15-9, 57 pt.)

## Vincitori della Stanley Cup prodotti
- 1926-27 -  Ottawa Senators
- 1929-30 -  Montreal Canadiens
- 1930-31 -  Montreal Canadiens
- 1931-32 -  Toronto Maple Leafs
- 1934-35 -  Montreal Maroons

## Vittorie della Division per squadra
| Squadra             | Titoli vinti | Ultima vittoria |
| ------------------- | ------------ | --------------- |
| Montreal Canadiens  | 5            | 1937            |
| Toronto Maple Leafs | 4            | 1938            |
| Montreal Maroons    | 2            | 1936            |
| Ottawa Senators     | 1            | 1927            |